# Sozialistischer Bund (1908)
Der Sozialistische Bund (SB) wurde 1908 von Gustav Landauer, Erich Mühsam, Martin Buber, Margarethe Faas-Hardegger und anderen gegründet und war eine Vereinigung dezentral organisierter Kommunen, die ein Bild des künftigen Sozialismus vermitteln sollten. Landauer legte die Satzungen des SB in zwölf Artikeln fest. Wesentliches Ziel war die Vorbereitung einer neuen Freiheitsordnung mittels Siedlungsgründungen. Der Bund beruhte auf handwerklicher, intellektueller und künstlerischer Betätigung, war eine Vereinigung nach den Prinzipien der Autonomie und freien Verbindung mit weiteren Gruppen und mit der Idee verknüpft, „durch Absonderung zur Gemeinschaft zu gelangen“. Das Konzept kombinierte Pierre-Joseph Proudhons Idee des Mutualismus mit der Philosophie der Dezentralisierung von Pjotr Alexejewitsch Kropotkin und Ebenezer Howard, so gab es keine Zentralinstanz. Zu Beginn des Weltkriegs 1913/14 scheiterte der bis zu 800 Mitglieder starke Sozialistische Bund und blieb als politische Organisation bedeutungslos.
Erich Mühsam betrieb die „Tat“ und „Anarchist“ genannten Untergruppen.
Von 1909 bis 1915 wurde in Berlin die Zeitschrift Der Sozialist als Organ des Sozialistischen Bundes von Gustav Landauer herausgegeben.